# Клелія Грілло Борромео
Клелія Грілло Борромео Арезе (італ. Clelia Grillo Borromeo Arese, 29 червня 1684, Генуя — 23 серпня 1777, Мілан) — італійська жінка-математик.

## Біографія
Борромео народилася у Генуї і була дочкою князя Маркантоніо з Мондрагони і Марії Антонії Імперіал. У 1707 році вона вийшла заміж за графа Джованні Борромео Арезе Бенедикта (1679—1744), і стала матір'ю вісьмох дітей. Борромео знала кілька мов, математику, природничі науки і механіку. Вона говорила на восьми мовах і цікавилася геометрією, природничими науками й математикою. Вона навчалася спочатку в матері, а потім у монастирі, але невідомо, де вона здобула освіту в галузях, в яких стала відома. Вона була відома своєю здатністю вирішувати кожну математичну задачу, дану їй.
Борромео описували як самостійну людину, але ексцентричну, так як самостійність не вважалася природною для жінок. Її критикували за прийом багатьох учених, як іноземців, так й італійців, відомих як атеїстів. Одним із гостей був Антоніо Валліснері. Вона заснувала Академію «nell'Academia Vigilantium Clelia» у своєму салоні в Мілані, який активно діяв у 1719—1726 роках. Під час війни в 1746 році Борромео стала на бік Іспанії проти Австрії, і тому була заслана. Коли їй дозволили повернутися в Мілан, вона вшановувалась як героїня.
У 1728 році Гвідо Гранді докладно описує просторову криву на сфері, яку він у честь Борромео називає клелією (Clélie): q = mƒ.
Коли довгота і широта точки Р на сфері позначаються q і f, і якщо P рухається так, що q = mƒ, де m постійно, то локус Р і є клелія.
Борромео померла в Мілані. Місто Генуя удостоїла її медаллю з написом «Genuensium Gloria» (Честь Генуї).